# Левитский, Григорий Александрович
Григорий Александрович Левитский (иногда Левицкий) (1780 — 4 (16) марта 1830 , Москва) — московский священник, магистр богословских наук, профессор богословия и церковной истории.

## Биография
Левитский родился в семье священника-малоросса. Сначала он прошёл курс обучения в Киевской духовной академии, после окончания которого с 1808 года (по другим данным, с 1809 года) продолжил учёбу уже в Петербургской духовной академии. Здесь он занимался изучением богословских, философских, словесных и исторических наук и греческого, древнееврейского и немецкого языков. По окончании академии он был занесён в разрядном списке в первый разряд, а также в первое отделение («представить к званию магистра немедленно»). Вслед за получением в 1814 годом степени магистра последовало его назначение в Московскую академию бакалавром богословских наук. Одновременно Левитский являлся членом цензурного комитета при академии. Он читал курс нравственного богословия в течение одного года. Также Левитский вступил в брак, не будучи в духовном звании, что вызвало критику митрополита Филарета (Дроздова) во время ревизии академии. Причиной ухода из академии стала как раз та самая ревизия академии. В 1818 году состоялась церемония его рукоположения в священники московской церкви Покрова Пресвятой Богородицы (в Лёвшине).
В 1819 году после создания в русских университетах кафедр богословия Левитский занял должность ординарного профессора кафедры богословия и церковной истории, присоединённой к этико-политическому отделению, в Московском университете с жалованьем в 1200 рублей ассигнациями. В круг преподаваемых им предметов входили священная церковная история, которая читалась по руководству преосвященного Филарета (Дроздова), догматическое богословие (по руководству Иринея Фальковского) и нравственное богословие, для которого использовался немецкий учебник Шуберта. С кафедры Левитский ушёл в 1824 году из-за трудностей, связанных с одновременным исполнением обязанностей преподавателя и приходского священника. По другой версии, изложенной Н. Н. Мурзакевичем в «Автобиографии», причиной ухода из университета стало вольномыслие Левитского, а именно из-за преподавания с опорой на богослова Шуберта.
В качестве причины ранней смерти Левитского Ф. Л. Ляликов в своих студенческих воспоминаниях, опубликованных в журнале «Русский архив», называет, со слов дьячка, подверженность запою.
Сын – Д. Г. Левитский (1818–1856) – профессор Московской духовной академии.

## Сочинения
5 июля 1823 года в Московском университете состоялось торжественное собрание, и Левитский прочитал речь «О свойствах духовного просвещения и нравственных качествах ищущих оного». Однако сочинена она была Левитским для открытия Московской духовной академии и опубликована в «Сочинениях на случай открытия Московской духовной академии» ещё в 1815 году. В число других произведений профессора входят «Слово в неделю слепого» и «Слово в неделю седьмую—надесять». Эти «Слова…» представляют собой две проповеди, опубликованные в «Собрании поучений студентов первого курса» в 1819 году.

## Отзывы
Митрополит Филарет (Дроздов) дал Левитскому такую характеристику во время его работы бакалавром : «Менее оказал успехов по должности, нежели обещали его отличные способности». В то же время, по мнению митрополита Филарета же, он был «очень способен и прилежен».
В 1828 – 1829 гг. был «запрещен в священнослужении», будучи обвинен «в нетрезвости и беспорядках»
По мнению Ф. Л. Ляликова, это был «священник… благообразный и кроткий, объяснял приятно, но был подвержен запою».

## Комментарии
1. ↑  Иногда упоминается как Левицкий (Рогале) (Родосский А. Биографический словарь студентов первых XXVIII курсов Санкт-Петербургской Духовной академии. 1814—1869 гг. — СПб., 1907. — С. XXX.), Рогале-Левицкий (Родосский А. Биографический словарь студентов первых XXVIII курсов Санкт-Петербургской Духовной академии. 1814—1869 гг. — СПб., 1907. — С. 238.) или Рогаля-Левицкий (Ляликов Ф. Л. Студенческие воспоминания. 1818—1822 // Русский архив. — М., 1875. — № 11. — С. 383—384.). Рогаля-Левитский, Григорий Александрович, священник церкви Покрова Богородицы, магистр † .. марта 183(0?), 41 г. 1 м. 9 д. (Дорогомиловское кладбище). // Московский некрополь. СПб., 1908. Т. 3.  С. 24.
2. ↑  «Энциклопедический словарь Брокгауза и Ефрона» ошибочно указывает, что он умер в 1833 году.
3. ↑  По другим данным, в 1817 году. См.: Смирнов С. К. История Московской духовной академии до её преобразования. 1814—1870. — М., 1870. — С. 384—385.; Филарет (Дроздов). Собрание мнений и отзывов Филарета, митрополита Московского и Коломенского, по учебным и церковно-государственным вопросам. — СПб., 1885. — С. 299.
4. ↑  Решение принято было 30 января 1819 года на заседании Главного правления училищ при министре князе А. Н. Голицыне. См.: Шевырёв С. П. История Императорского Московского университета. — М., 1855. — С. 428.
5. ↑  Согласно другим источникам, это произошло в 1823 году. См.: Филарет (Гумилевский). Обзор русской духовной литературы. — СПб., 1884. — Т. 2. 1720—1863. — С. 439.